# Ocena
La ocena u ozena es una rinitis crónica atrófica, enfermedad de la nariz de causa desconocida que puede desarrollarse después de un período prolongado de inflamación nasal, se caracteriza por una atrofia progresiva de la mucosa y del esqueleto óseo subyacente y por un olor fétido despedido por los pacientes.

## Causas
El bacilo Klebsiella ozaenae ha sido implicado como agente etiológico de esta enfermedad. Pero este microorganismo es sensible a muchos fármacos, y, sin embargo, la enfermedad es resistente a los antibióticos estándar.

## Clínica
- Disminución de la capacidad olfativa (hiposmia) o su pérdida total (anosmia).
- Secreciones nasales.
- Olor fétido.
- Sangrados frecuentes (epistaxis).
- Formación de costras purulentas en las fosas nasales.

## Tratamiento
- Lavados nasales con soluciones salinas
- Lavados nasales con soluciones de yoduro de potasio
- Antibióticos locales (cloranfenicol)
- Estrógenos locales (estradiol, estilbestrol)
- Cirugía (inyección submucosa de pasta de teflón)